# Mariano Venancio
Mariano Venancio Torres (Salamanca; 31 de agosto de 1947) es un actor de cine, televisión y teatro español.

## Trayectoria
Se matriculó en Magisterio en su Salamanca natal, por imperativo familiar, pero pronto abandonó esa senda para formarse en Madrid en la disciplina por la que suspiraba: la cinematografía. Se inicia en el Teatro Universitario de Salamanca, donde ingresa en la Escuela Oficial de Cinematografía y permanece durante tres años, ampliando después sus estudios con Adolfo Marsillach, Jaime Chávarri y un largo etcétera de docentes.
Con Narciso Ibáñez Menta comienza un largo recorrido teatral, tocando prácticamente todos los géneros, desde el clásico hasta el monólogo donde debuta como autor. En su recorrido teatral destacan montajes como Cuatro corazones con freno y marcha atrás, Tirano Banderas, Agua, azucarillos y aguardiente, Un marido de ida y vuelta o La Celestina.
La televisión ha sido su segundo medio más frecuentado, interviniendo en multitud de programas Televisión Española como el magazine matinal El día por delante (1989-1990), presentado por Pepe Navarro y donde intervenía en sketches humorísticos como Desayuno con los Monzón, junto a un desconocido Javier Bardem. También destacan series como Cuentopos (1975), El Recreo (1977-1979), Teresa de Jesús (1983), o más recientemente Cuéntame cómo pasó (2006), Amar en tiempos revueltos (2007-2009) o Plutón B.R.B. Nero (2008-2009), esta última dirigida por Álex de la Iglesia. También es destacable su participación la TV movie Adolfo Suárez, el presidente (2010), como Torcuato Fernández-Miranda, y en la telenovela colombiana La Pola, como Antonio José Amar y Borbón.
En la pantalla grande se ha prodigado con menor frecuencia, medio que comienza ya a reclamarlo más. Tras debutar profesionalmente con Zorrita Martínez (1975), Venancio ha aparecido en películas como La taberna fantástica (1991), de Julián Marcos, La hora de los valientes (1998), de Antonio Mercero, El cielo abierto (2001), de Miguel Albaladejo, y Tánger (2004), de Juan Madrid. También participó en la comedia basada en los tebeos de Francisco Ibáñez, La gran aventura de Mortadelo y Filemón (2003), de Javier Fesser, y  su secuela Mortadelo y Filemón. Misión: salvar la Tierra (2008), de Miguel Bardem, interpretando en las dos películas al Superintendente Vicente El Super.
Su última participación como protagonista ha sido con el director Javier Fesser, con quien ya había trabajado antes en Mortadelo y Filemón, en la película Camino (2008), papel por el que consiguió el premio de la asociación de actores españoles (Unión de Actores). La película está inspirada en la vida de Alexia González-Barros, una niña que falleció a los 14 años (en 1985), tras 10 meses de enfermedad, y compartió cartel con Nerea Camacho, Carme Elías, Manuela Vellés y Jordi Dauder.

## Filmografía
Largometrajes  * ,, Culpa Mía,,(2023)
- Amalia en el otoño (2020)
- Barcelona, Noche de Invierno (2015)
- Mortadelo y Filemón contra Jimmy el "Cachondo" (2014)
- REC 4: Apocalipsis (2014)
- 23-F: la película (2011)
- Lope (2010)
- Camino (2008)
- Mortadelo y Filemón. Misión: salvar la Tierra (2008)
- El guardavías (2005)
- Tánger (2004)
- La gran aventura de Mortadelo y Filemón (2003)
- Cachorro (2003)
- El cielo abierto (2001)
- La hora de los valientes (1998)
- La taberna fantástica (1991)
- El poderoso influjo de la luna (1980)
- Zorrita Martínez (1975)

Cortometrajes
- Tercera Edad (Cortometraje)  (2018)
- Da capo (desde el comienzo) (2010)
- El orden de las cosas (2010)
- Invierno (2010)[1]
- Cama blanca (2010)
- Meeting Steven (2010)
- Amigos (2004)
- Melodías tóxicas (2002)

## Trayectoria en TV
- Machos alfa (2022)
- 30 monedas (2020-2021)
- El pueblo (2020-2023)
- Mira lo que has hecho (2018)
- Algo que celebrar (2015)
- Esposados (2013)
- Marco (1 episodio, 2012)
- Homicidios (13 episodios, 2011)
- La Pola (telenovela colombiana) (23 episodios, 2010)
- Besos al aire (2010)
- Karabudjan (2 episodios, 2010)
- Adolfo Suárez, el presidente (2 episodios, 2010)
- La que se avecina (2 episodios, 2009/2021)
- Aída (2 episodios, 2009)
- De repente, los Gómez (9 episodios, 2009)
- Plutón B.R.B. Nero (26 episodios, 2008-2009)
- Hospital Central (6 episodios, 2001-2009)
- Guante blanco (2 episodios, 2008)
- Amar en tiempos revueltos (55 episodios, 2006-2007)
- Camera Café (1 episodio, 2007)
- Divinos (1 episodio, 2006)
- Génesis, en la mente del asesino (2 episodios, 2006)
- Aquí no hay quien viva (2 episodios, 2006)
- Maneras de sobrevivir (1 episodio, 2005)
- Cuéntame cómo pasó (11 episodios, 2002, 2004-2005)
- Los 80 (1 episodio, 2004)
- ¿Se puede? (1 episodio, 2004)
- El inquilino (2 episodios, 2004)
- El comisario (1 episodio, 2003)
- Viento del pueblo: Miguel Hernández (2002)
- Robles, investigador (1 episodio, 2001)
- Manos a la obra (1 episodio, 2000)
- Raquel busca su sitio (1 episodio, 2000)
- La ley y la vida (1 episodio, 2000)
- Hermanas (1 episodio, 1998)
- Blasco Ibáñez, la novela de su vida (1997)
- Farmacia de guardia (5 episodios, 1993-1995)
- Tango (1 episodio, 1992)
- Eva y Adán, agencia matrimonial (1 episodio, 1990)
- El día por delante (1989-1990)
- Cosas de dos (1 episodio, 1984)
- Teresa de Jesús (2 episodios, 1983)
- Caja de ritmo (1 episodio, 1983)
- La cometa blanca (1982)
- Los chamarileros (1 episodio, 1980)
- Encuentros con las letras: Juan José, de Joaquín Dicenta (1980)
- El Recreo (3 episodios, 1977-1979)
- El castigo de la miseria (1 episodio, 1976)
- Cuentopos (1 episodio, 1975)
- Historias con Letra y Música (1 episodio, 1974)

## Teatro
Lista incompleta
- El delincuente honrado (2011). Dirección: Jesús Cracio
- Duda razonable (2010). Dirección: Josep Maria Mestres (Teatro Victoria Eugenia)
- Tirano Banderas (2005). Dirección: Nieves Gámez (Teatro Albéniz de Madrid; Gira por España)
- Un marido de ida y vuelta (2002). Dirección: Paco Vidal y Joaquín Kremel
- Madrugada (2001). Dirección: Manuel de Blas (Centro Cultural de la Villa)
- Una modesta proposición (2000). Monólogo (Círculo de Bellas Artes de Madrid)
- La Celestina (1999)
- Agua, azucarillos y aguardiente (1998). Dirección: Francisco Matilla
- San Juan (1998). Dirección: Juan Carlos Pérez de la Fuente (Centro Dramático Nacional)
- El alcalde de Zalamea (1998). Dirección: Paco Portes
- Yonquis y yanquis (1996). Dirección: Paco Vidal (Teatro Alfil de Madrid)
- Los tres etcéteras de Don Simón (1997). Dirección: Ramón Ballesteros
- Mirandolina (1995). Dirección: Ernesto Caballero (Teatro Bellas Artes de Madrid)
- Los domingos, bacanal (1980). Dirección: Alberto Alonso.[2]
- Dirección del montaje: Como tú

## Premios
Premios de la Unión de Actores
| Año  | Categoría                        | Película | Resultado | Ref.  |
| ---- | -------------------------------- | -------- | --------- | ----- |
| 2008 | Mejor actor protagonista de cine | Camino   | Ganador   | [ 3 ] |

Otros premios
- Premio Goya Cine y Salud. Mejor actor 2009. Gobierno de Aragón.[4]